# Libro beige
El Libro Beige, cuyo nombre oficial es Summary of Commentary on Current Economic Conditions (Resumen de comentarios acerca de las condiciones económicas actuales), es un informe publicado por el Sistema de Reserva Federal de los Estados Unidos ocho veces al año. El informe se publica antes de las reuniones del Comité Federal de Mercado Abierto (Federal Open Market Committee). El informe es una recopilación de "información anecdótica acerca de las condiciones económicas actuales" realizada por cada Banco de la Reserva Federal en su distrito, desde "directores de bancos y sucursales hasta entrevistas con contactos empresariales clave, economistas, expertos de mercado y otros".
El Libro Beige comenzó a convertirse en un indicador económico en 1985, cuando el experiodista especializado en el índice Dow Jones Paul Cox solicitó ver el informe. Su solicitud fue aceptada, con lo que al mes siguiente sus colegas de la prensa también pidieron verlo. 